# Reserva natural de los Acantilados de Duino
La Reserva Natural de los Acantilados de Duino (del italiano: Riserva naturale delle Falesie di Duino) es un área protegida de la ciudad de Duino-Aurisina/Devin-Nabrežina, en la provincia de Trieste, en la frontera con la provincia de Gorizia, en el país europeo de Italia. Abarca principalmente a la ciudad de Duino y Sistiana y consta de 107 hectáreas, de las cuales 63 Ha se encuentran en el mar.
Fundada en 1996, forma parte de las reservas de carácter regional en el Friuli-Venecia Julia. La reserva se extiende sobre un acantilado amplio en una zona kárstica, con vistas desde punto elevados al mar Adriático, un tramo de costa rica en piedras calizas fosilíferas del Cretáceo: su principal característica está dada por el acantilado blanco que cae hacia el mar.